# Vogelkreek
De Vogelkreek is een voormalige kreek met omliggende vochtige en zoute graslanden in Zeeuws-Vlaanderen.
In de Vogelkreek zijn diverse planten te vinden, onder andere kruipend moerasscherm. De grutto, tureluur en kluut, patrijs, scholekster, veldleeuwerik, rietzanger, blauwborst en grote karekiet broeden in het gebied. Steltlopers maken gebruik van de natte graslanden.